# Hồ Otmuchów
Hồ Otmuchów là hồ chứa đập và hồ chứa duy trì được xây dựng từ những năm 1928 đến 1933. Hồ được biết đến với tên gọi cũ là Staubecken Ottmachau và nằm trên sông Nysa Kłodzka, ngay phía Bắc của thị trấn Otmuchów. Ở mức tối đa của đập ở mức 18,6 mét, hồ chứa có diện tích 20,6 km² và công suất 130,45 hm³.
Hồ chứa đóng cửa lưu vực thoát nước của sông Nysa Kłodzka tại khu vực rộng 2352 km². Công suất mới được ước tính vào năm 2001 là 130,45 triệu m³, sau khi độ lắng của sông trong hồ chứa đã đạt tới 215 mét.
Lễ khánh thành hồ chứa với tên Ottmachauer See và vận hành nhà máy thủy điện đã diễn ra vào ngày 17 tháng 6 năm 1933. Nhà máy thủy điện bốn tuabin, nằm ở đầu ra, có hai tuabin Kaplan với công suất 4,8MW và cung cấp năng lượng cho lưới điện của đất nước. Dòng chảy ở tốc độ 2 × 21,5 m³ / s ở mức chênh lệch 16 m.
Hồ chứa thuộc về Kaskady Nysy Kłodzkiej, được tạo thành từ bốn hồ chứa: Hồ chứa Topola, Hồ chứa Kozielno tạo nên Hồ Paczkowski, Hồ Otmuchów và Hồ Nyskie.
Gần hồ là một môi trường sống mang tầm quy mô quốc gia và độc đáo của loài diệc xám. Hồ chứa rất nhiều cá, đặc biệt là ở Zander. Phía bên kia thị trấn Otmuchów nằm bên hồ Nyskie.

Xung quanh khu vực đập là tổ của loài yến Oenanthe. Có vịt bãi lớn, chủ yếu là vịt scoter nhung, vịt đuôi dài hoặc scoter thường và loe họng đỏ và loe họng đen. Trong phần phía Đông của hồ chứa, có các bụi lau sậy dày đặc và bụi liễu có ba loài chim lặn, bitterns chút, đốm crakes và Harriers Tây đầm lầy, và đến cuối tháng Tư có chim chích Savi của loài chim. Các loài khác nhau cũng đến trú ngụ trong khu vực và là te mào Á-Âu, te mào Bắc, te mào xám và dẽ trán trắng và dẽ mỏ cong curlew. Ngoài ra còn có những loài đặc trưng như dẽ khoang, hàu châu Âu và dẽ cổ đỏ.